# Est - Dittatura Last Minute
Est - Dittatura Last Minute è un film del 2020 diretto da Antonio Pisu.
Pellicola di produzione italiana di genere road movie, liberamente ispirata al racconto Addio Ceausescu, di Maurizio Paganelli e Andrea Riceputi. Prodotto e distribuito da Genoma Films, la pellicola racconta il viaggio avventuroso di tre ragazzi italiani in un paese ancora sotto la dittatura comunista.

## Trama
Cesena, ottobre 1989, un mese prima dalla caduta del muro di Berlino, Pago, Rice e Bibi, tre amici ventiquattrenni, sono alla ricerca di una meta per trascorrere dieci giorni di vacanza nell’Europa dell’est, in quei paesi dove è ancora presente il regime comunista, per ritrovare quel divertimento grazie ai mercatini improvvisati di vestiario, soprattutto femminile, come a Sofia in Bulgaria l'anno precedente.
Giunti a Budapest, trovano un paese che comincia a respirare l'aria della libertà e dove l'interesse per gli oggetti provenienti dall'Ovest è visibilmente scemato. Ma l'incontro con Emil, un rumeno in fuga dal suo paese a causa della dittatura di Ceausescu, provoca una svolta alla loro vacanza.
L’uomo, in apprensione per la famiglia rimasta in Romania, chiede ai tre italiani un favore apparentemente semplice: portare una valigia da consegnare ai suoi familiari.
Bibi, nonostante la mancanza di consenso dei compagni, carica la valigia dell'uomo in macchina senza dire niente. Solo arrivati ad un controllo si accorgono del bagaglio in più e, dopo aver superato l'ispezione, se ne vanno via. In seguito, a causa del timore per un'auto che apparentemente li stava seguendo, Rice butta via il bagaglio mentre stanno cercando di seminare la macchina sospetta.
Fatto qualche chilometro, una volta visto in che condizioni vive il popolo rumeno, mossi dal senso di colpa e dai dubbi nei confronti del gesto compiuto, decidono di tornare indietro a recuperare la valigia. Arrivati nel luogo in cui l'avevano abbandonata, si accorgono però che l’oggetto non c’è più. I tre notano che il bagaglio smarrito viene caricato su una Dacia rossa poco distante e da quel momento parte la caccia dell'autovettura per recuperarlo.
Durante il lungo tragitto, che durerà tre giorni, tra paesi deserti, ristoranti senza cibo e il volto di Ceausescu sui cartelli stradali (da sottolineare come sottofondo le musiche di Franco Battiato e Al Bano, che sono una vera perla associata alle scene del film), i tre fanno la conoscenza di un connazionale che soprannominano “il bolognese”, per via della sua provenienza. L’uomo si occupa di affari poco leciti.
Giunti finalmente a Bucarest, Pago, Rice e Bibi ritrovano la Dacia rossa parcheggiata davanti ad un ristorante. Il locale è deserto a eccezione di una coppia di musicisti sul palco. Il pianista e la cantante hanno con loro la valigia e lei domanda ai giovani come mai l’abbiano gettata. Il dialogo che ne segue fa comprendere ai tre la vera importanza di quell’oggetto. Ciò che hanno abbandonato non è una semplice valigia, ma la speranza di una famiglia.
I tre giungono finalmente a casa di Emil. L’apertura del bagaglio di fronte alla moglie Andra, la figlia Adina di sei anni e nonna Costelia, suscita una grande emozione. Qui conoscono Niki, il miglior amico di Emil, che li invita a una festa che organizzerà quella sera nel suo appartamento.
Ma la Securitate rumena ha orecchie e occhi ovunque e, intercettando una telefonata incauta di Bibi alla fidanzata, scopre la presenza dei tre italiani. La famiglia di Emil rischia a sua volta gravi ritorsioni perché considerata nemica della dittatura. Pago e Rice scoprono che la colpa è di Bibi e ora l’unica soluzione è quella di portare fuori dal Paese Andra, Adina e Nonna Costelia.
Così, con l'intento di ricongiungerle con Emil, gli italiani si rivolgono al "bolognese" per ottenere i documenti falsi per le tre donne. Ma queste, quando giunge il momento di partire, decidono di restare e di attendere lì il ritorno di Emil.
È quasi Natale. Il telegiornale annuncia la fine del regime di Ceausescu. Pago, Rice e Bibi sono presi dalle loro vite quotidiane in Italia. I loro occhi osservano le immagini con una consapevolezza diversa da quella dei loro parenti, delle rispettive fidanzate o degli amici. Memori di un'esperienza che ha rafforzato la loro amicizia, hanno capito il vero valore delle cose che ogni giorno si danno per scontate. Pago, Rice e Bibi hanno vissuto tutto in prima persona, respirando quegli odori.

## Produzione
Terzo lungometraggio della casa di produzione Genoma Films in collaborazione con RAI Cinema, StradeDellEst Produzioni di Maurizio Paganelli e Andrea Riceputi e con Gabriele Domenichini. Produttori delegati: Dan Burlac. e Marta Miniucchi.

## Distribuzione

### Cinematografica
Il film, la cui uscita era stata annunciata per il 8 novembre 2020,  è stato programmato nelle sale cinematografiche italiane a partire dal 26 aprile 2021, in occasione della loro riapertura dopo il forzato fermo dovuto alla pandemia. ed è stato il film italiano più visto nelle prime due settimane di programmazione.
Al box office italiano ha totalizzato oltre 120 mila euro uscendo complessivamente in più di 100 sale.
All'estero il film è stato distribuito sotto il titolo di "Adventures Italian Style"  dalla società americana House of Film che ha venduto i diritti nei seguenti territori. Stati Uniti tramite Amazon Prime Video, Paesi dell'America latina tramite Encripta,  Paesi dell'Est Europa tramite HBO MAX; in Spagna tramite Harpo TV, e anche a Dubai attraverso la compagnia aerea di bandiera Emirates.

### Piattaforme
Dal 5 febbraio 2021 è il film è stato programmato ed è disponibile nelle principali piattaforme tra cui SKY, Amazon Prime, Chili, Rakuten, Tim Vision, Apple TV. 

## Riconoscimenti
- 2020 - Mostra internazionale d'arte cinematografica di Venezia
  - Selezione ufficiale alle Giornate degli autori
- 2020 - Druk International Film Festival (DIFF) Bhutan
  - Critics' Choice Award
- 2020 - New York International Film Awards (NYIFA)
  - Best Original Story
  - Best Feature Film
  - Best Screen Play
- 2020 - Istanbul Film Awards (IFA)
  - Best Comedy Feature Film
  - Best Picture Feature Film
  - Best Director Feature Film a Antonio Pisu
- 2020 - Terra di Siena Film Festival
  - Miglior Film
- 2020 - 44º Festival du Film Italien de Villerupt (Francia)
  - Sélection Officielle:  Prix coup de cœur du Conseil Régional des Jeunes
- 2020 - Calcutta International Cult Film Festival (CICFF)
  - Best Feature Film
- 2021 - Independent Film Awards London (IFA)
  - Best Drama
- 2021 - Fire Island Film Festival New York
  - Best Narrative Film
- 2021 - 4th Dimension Independent Film Festival Bali
  - Best Narrative Film
- 2021 - South East European Film Festival Los Angeles
  - Official Selection
- 2021 - Global Cinema Film Festival of Boston
  - Official Selection
- 2021 - Italian Contemporary Film Festival (ICFF) 
  - Official Selection:
- 2021 - UNOFEX Swiss Film Awards
  - Best Feature Film
- 2021 - Nastri d'argento 2021
  - Nomination per Migliore colonna sonora a Davide Caprelli
- 2021 - Nastri d'argento 2021
  - Premio Guglielmo Biraghi per i migliori attori debuttanti a Lodovico Guenzi, Jacopo Costantini. Matteo Gatta
- 2021 - Premio Sergio Amidei  di Gorizia
  - Premio Internazionale alla Miglior Sceneggiatura Cinematografica a Antonio Pisu
- 2021 -Magna Graecia Film Festival
  - Premio Migliore Sceneggiatura a Antonio Pisu
- 2021 -Molise Cinema Film festival
  - Premio Migliore Lungometraggio
- 2021 -Premio Kinéo - 78ª Mostra del Cinema di Venezia
  - Premio migliore sceneggiatura a Antonio Pisu
- 2021 -Pigeon International Film Festival Ísafjörður (Islanda)
  - Best Feature Film
  - Best Director Feature: Antonio Pisu
- 2021 - 45º Festival du Film Italien de Villerupt (Francia)
  - Sélection section: Panorama
- 2021 -Festival du Cinema Italienne d'Ajaccio  (Corsica) 
  - Prix des Médiathèques
  - Prix Serge Leca - Mention spéciale
- 2021 - BIFF Bollywood International Film Festival - Mumbai
  - Best Feature film
- 2021 - St Andrews Film Festival - (Scozia)
  - Best screenplay Antonio Pisu
  - Best actor: Jacopo Costantini, Lodovico Guenzi, Matteo Gatta
- 2021 -RIFF Russia-Italia Film Festival Mosca
  - Premio Miglior film
- 2021 -Festival du film italien Tolosa  (Francia)
  - Prix de la jury Etudiants
  - Mention spéciale de la jury du festival
- 2021 - 18° Salento International Film Festival
  - Best movie soundtracks a Davide Caprelli
- 2022 - Amelia lsland Film Festival Florida
  - Audience Award International Feature
- 2022 - CdC Cinema Città di Castello
  - Miglior film
- 2022 - Orvinio Cinema
  - Miglior film
- 2022 - San Diego Movie Awards (SDMA)
  - Best feature film
  - Best director Antonio Pisu
  - Best Acting Ensemble: Jacopo Costantini, Lodovico Guenzi, Matteo Gatta
- 2022 - Premio Apoxiomeno - International Police Awards Arts Festival
  - Miglior film internazionale
  - Miglior direttore della fotografia Adrian Silisteanu
  - Migliore attrice: Julieta Szonyi
- 2023 - NEZ - NABC World Film Festival
  - Showcase - World Cinema

- 2023 - Stenterello Film Festival della commedia d'autore Firenze
  - Miglior film
  - Migliore regia Antonio Pisu
  - Migliore attore protagonista Lodo Guenzi